# 평양 전투 (371년)
평양성 전쟁은 371년에 백제가 고구려의 평양성을 공격하고 고국원왕을 전사시킨 전쟁이다.

## 배경
백제의 책계왕은 대방군의 왕녀를 왕비로 맞았다. 이 시기에 고구려가 대방군을 공격하자 백제가 대방군을 도우면서 고구려는 백제에 원한을 품게 되고 백제를 2번 공격했지만 백제는 공격을 버텨내고 고구려의 평양성을 공격하게 된다. 근초고왕의 3만군사는 평양성을 공격하고 이 전투에서 고국원왕이 전사하고 승리하게 된다.